# Binegar
Binegar is een civil parish in het bestuurlijke gebied Mendip, in het Engelse graafschap Somerset met 313 inwoners.